# Gagrella thaiensis
Gagrella thaiensis is een hooiwagen uit de familie Sclerosomatidae.